# 圣雷斯迪图塔圣殿
圣雷斯迪图塔圣殿（Basilica di Santa Restituta）是一座罗马天主教宗座圣殿，位于意大利南部那不勒斯。 
最初的6世纪教堂位于目前那不勒斯主教座堂的所在地，13世纪重建时合并入主教座堂。

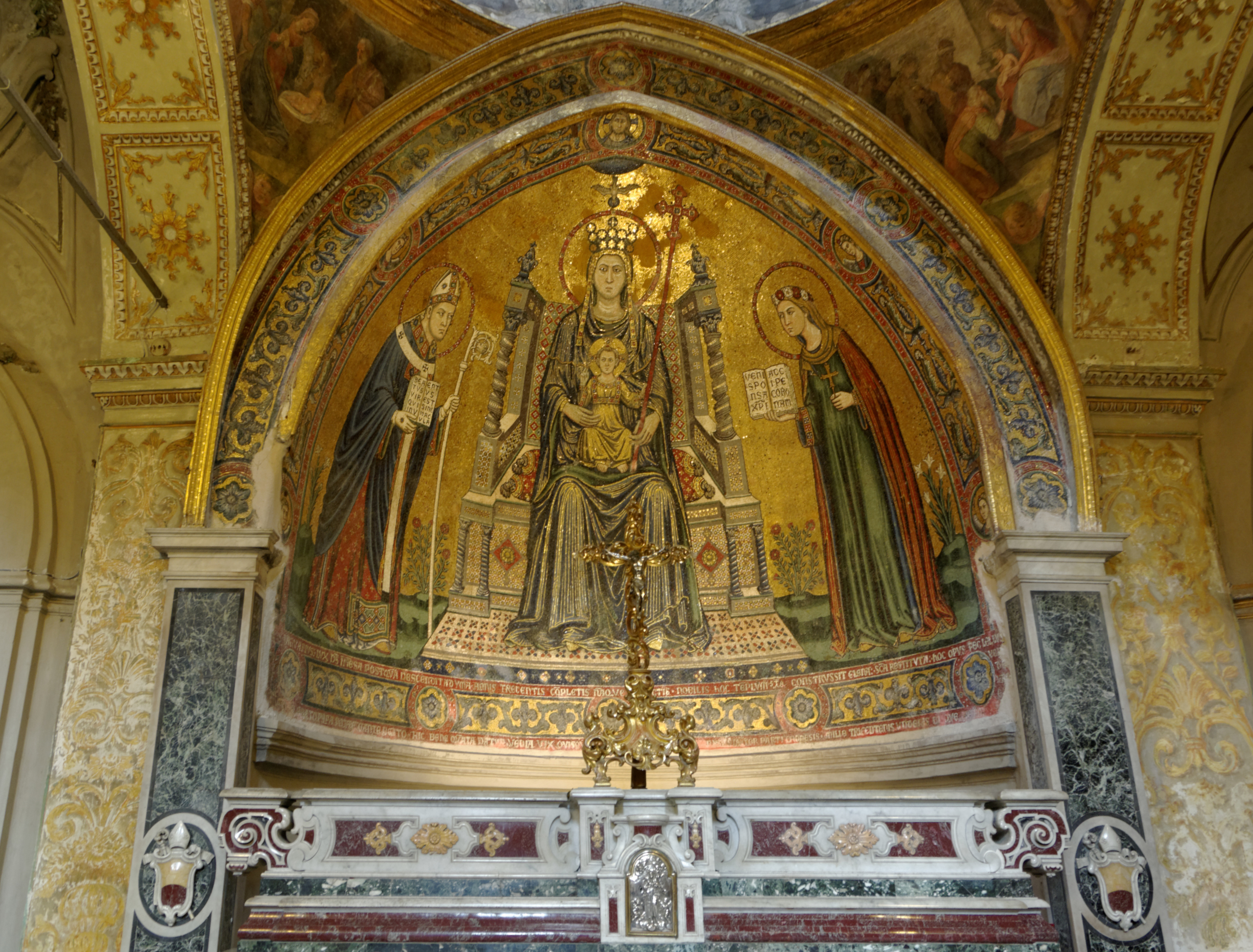
早期壁画
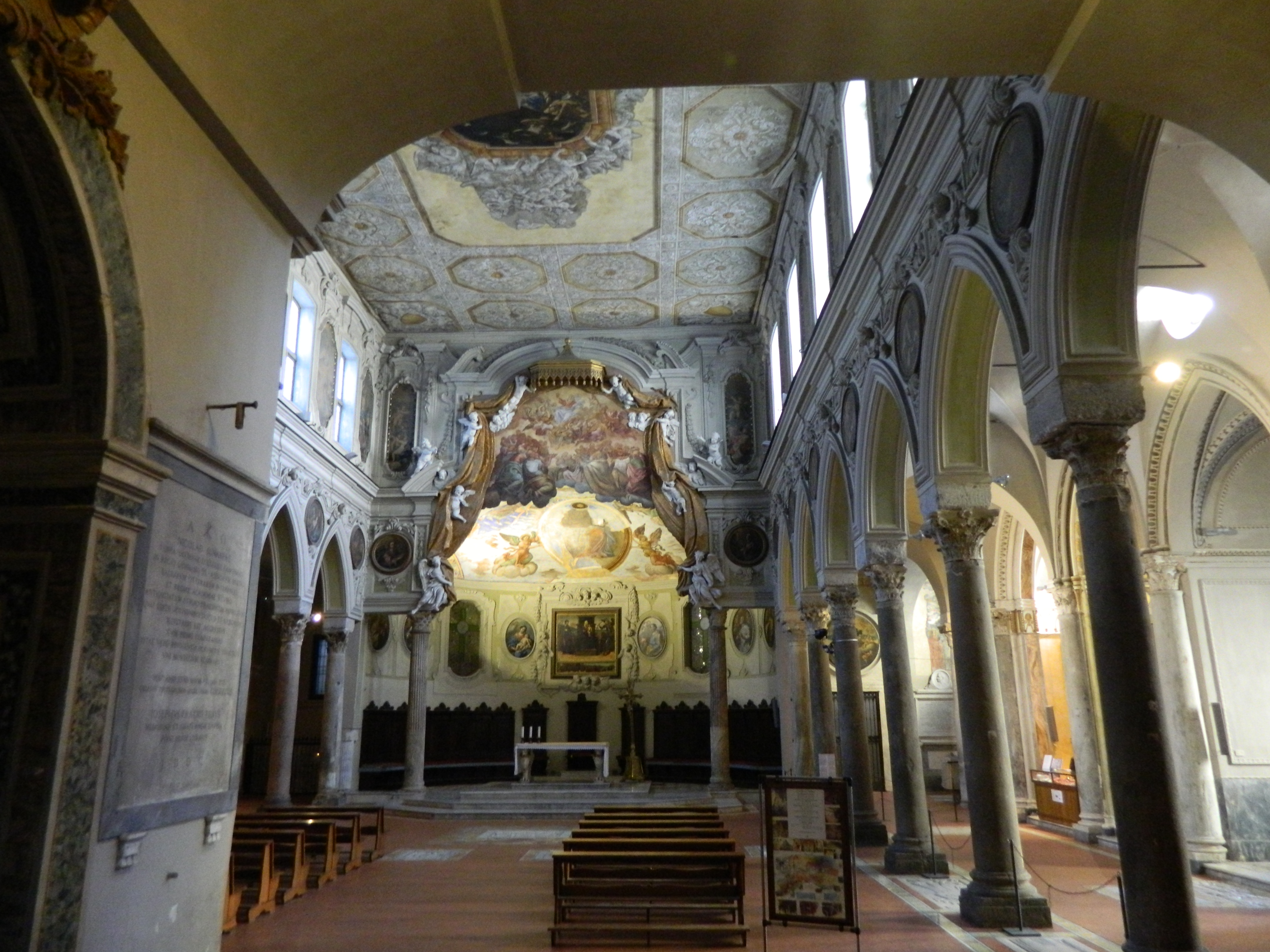
内部
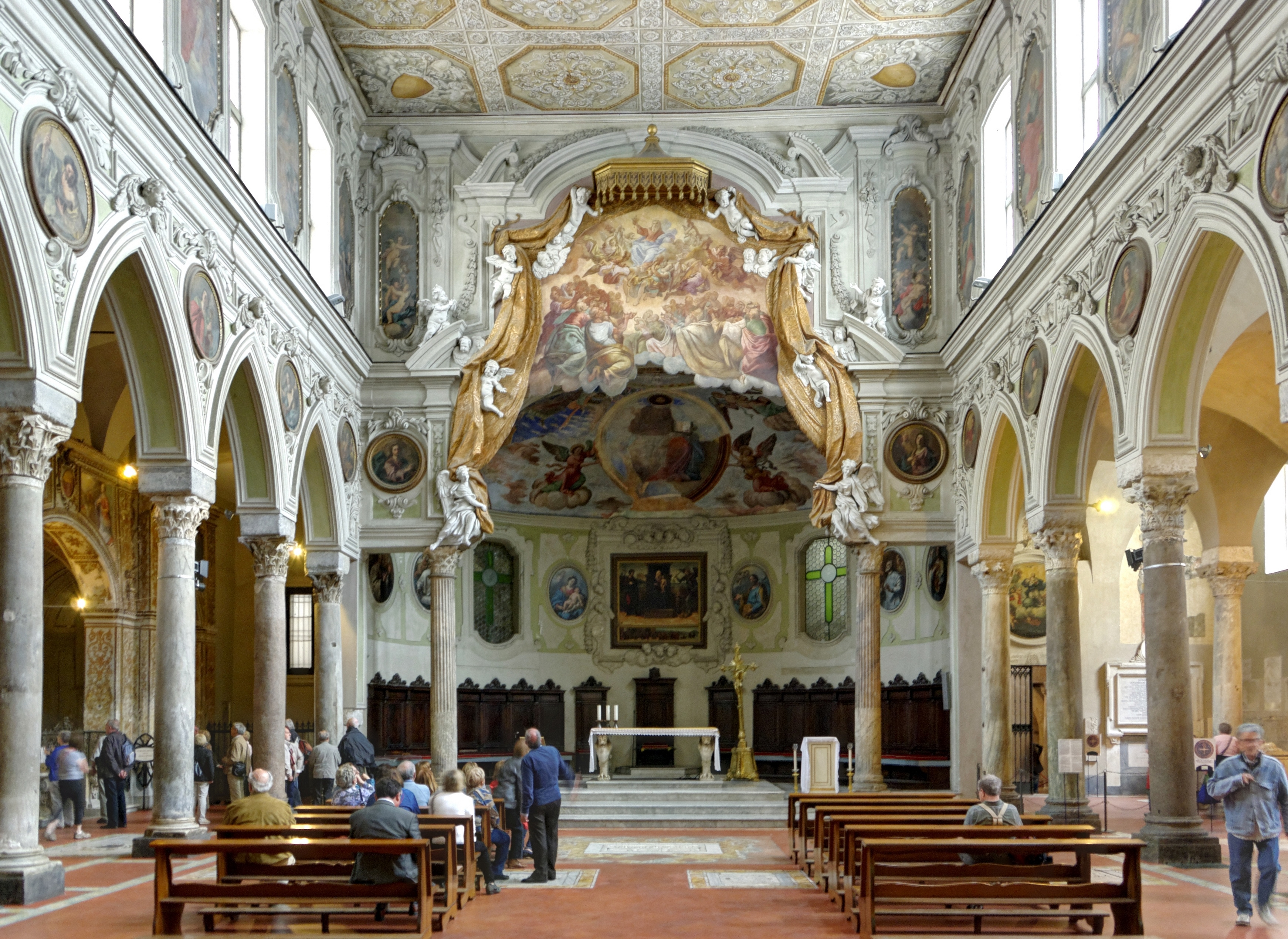
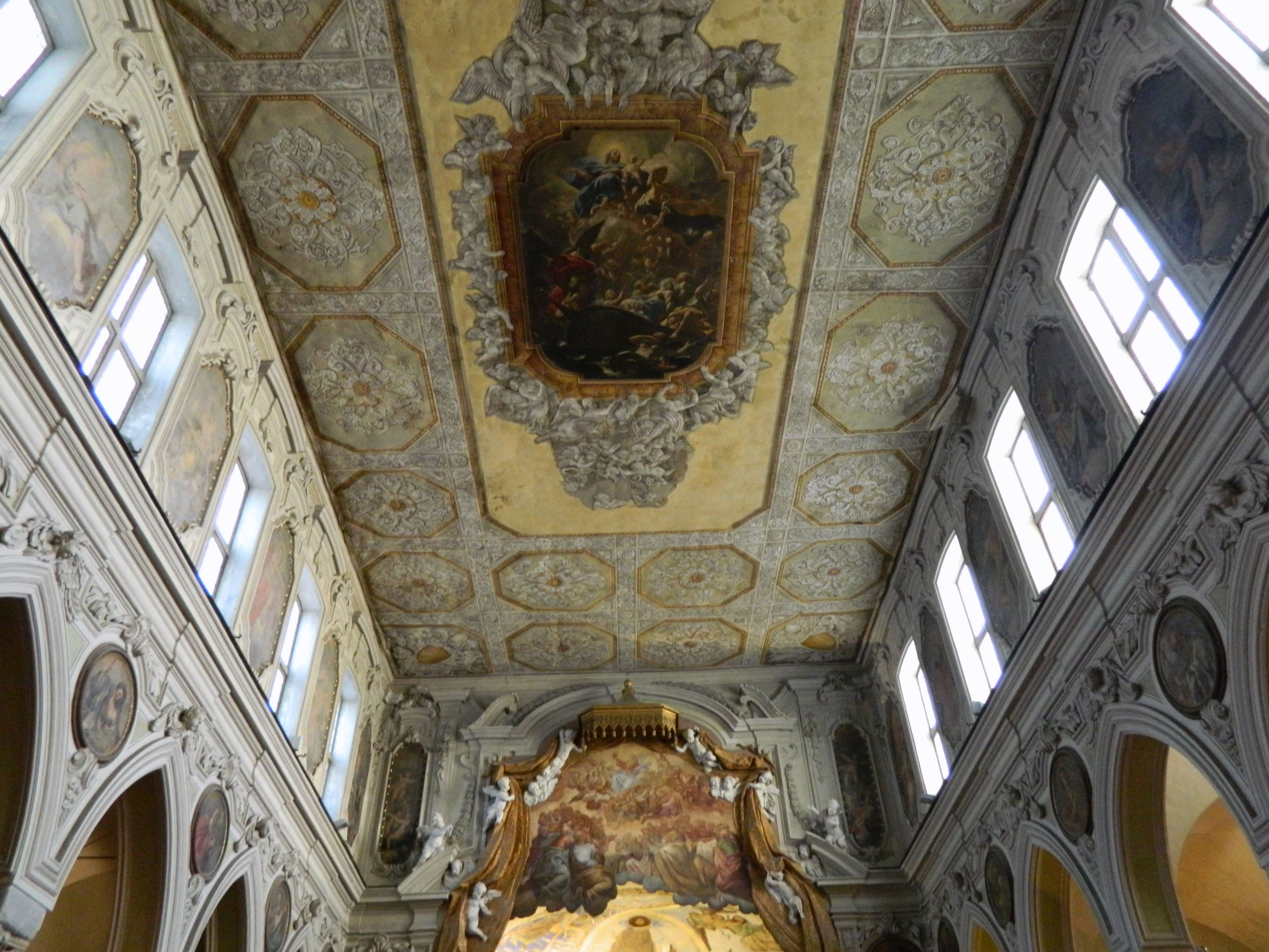
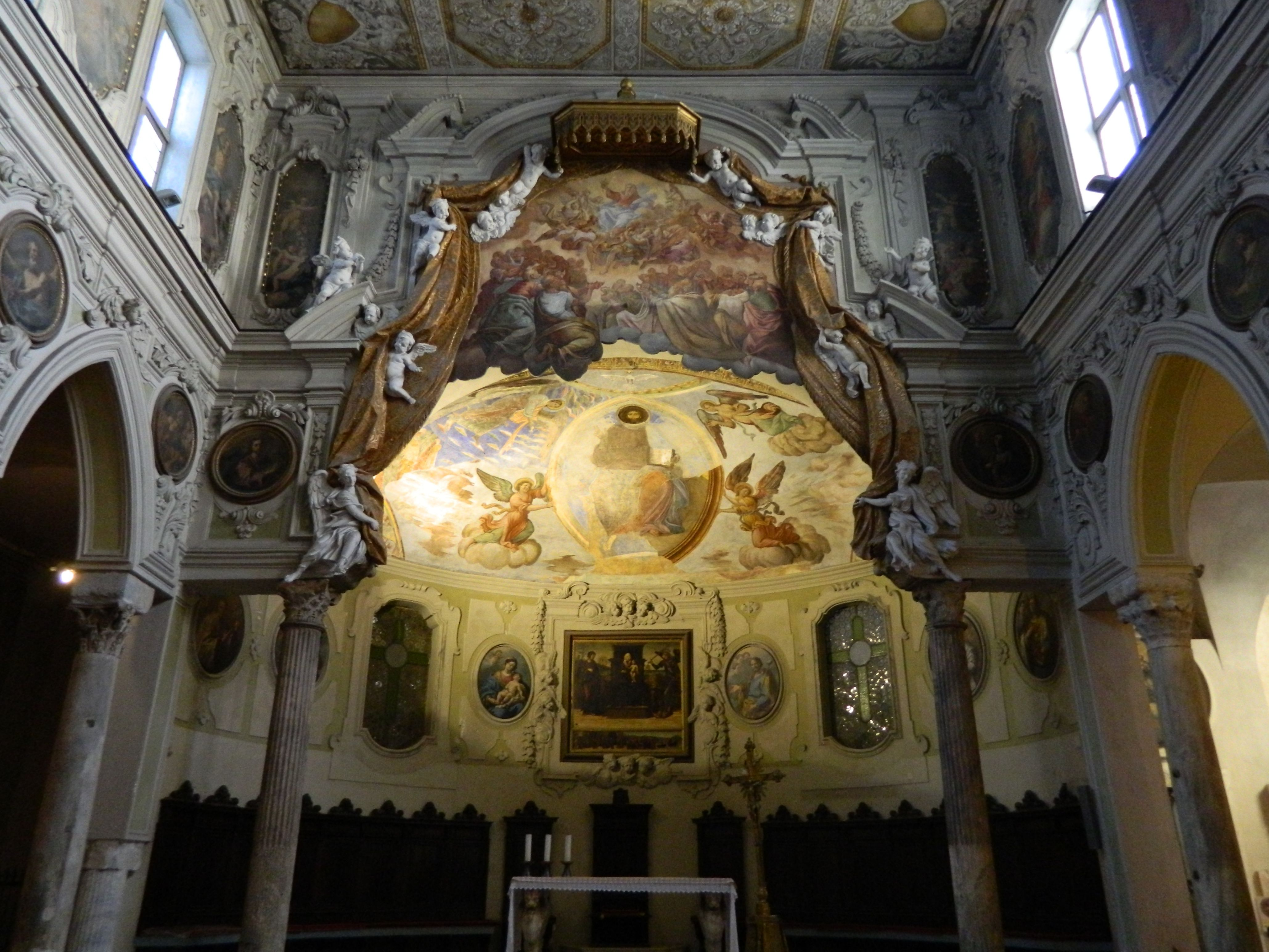
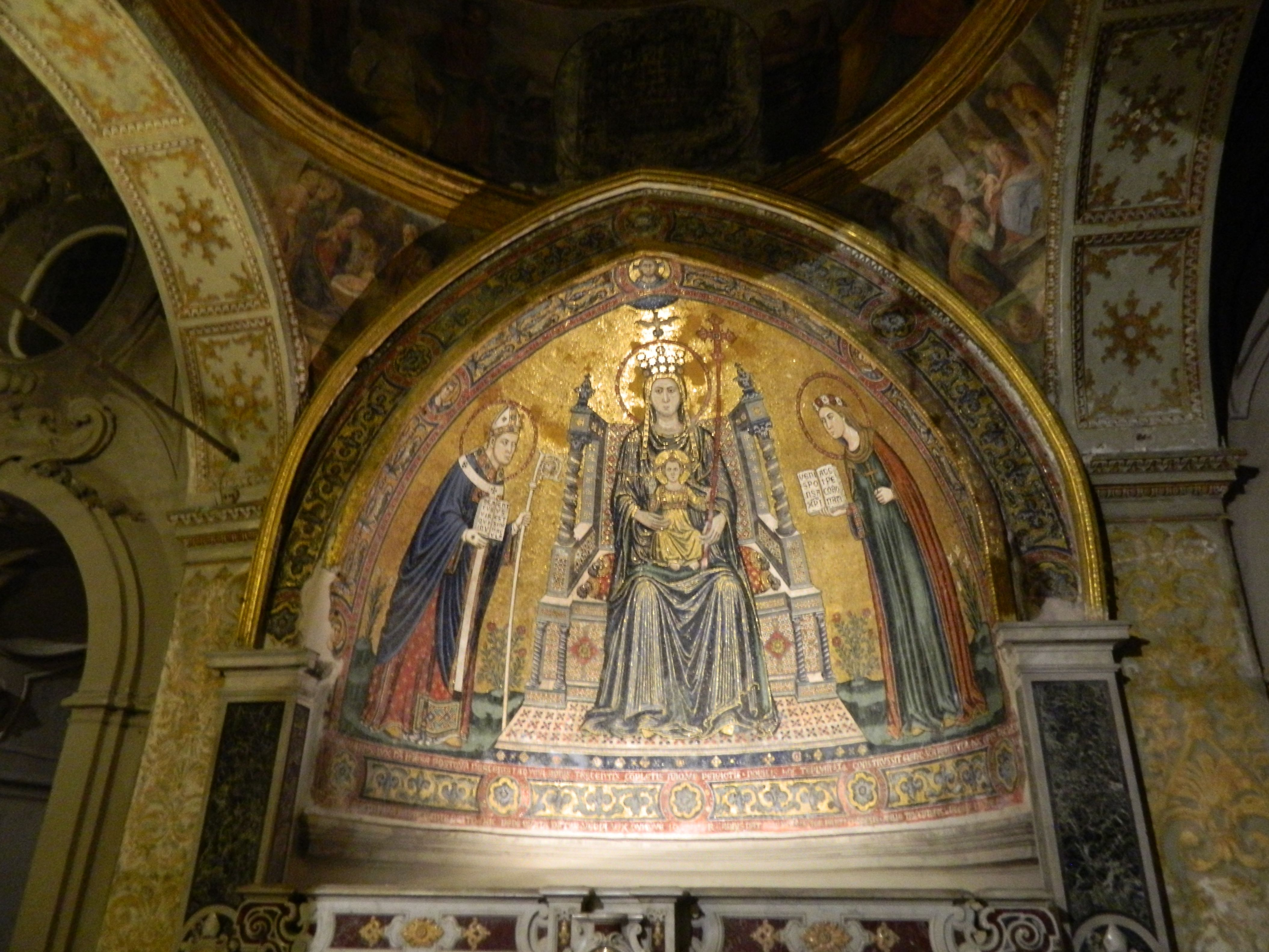